# Eurocopter Dauphin
Eurocopter SA 365/AS365 Dauphin 2 ili Eurocopter Dauphin je srednje teški višenamjenski dvomotorni helikopter kojeg proizvodi europski proizvođač helikoptera Eurocopter.

## Dizajn i razvoj
Eurocopter Dauphin razvijen je na temelju jednomotornog modela Aérospatiale SA 360 Dauphin te je dizajnerski jedan od najboljih Eurocopterovih helikoptera. Koristi se diljem svijeta za potrebe transporta, hitne medicinske pomoći, policijskih i vojnih snaga te kao helikopter za potragu i spašavanje. Jedna od specifičnosti Dauphina je njegov fenestron repni rotor.
Vojna inačica Eurocopter Dauphina je Eurocopter Panther. Američka obalna straža za svoje potrebe koristi Dauphinovu inačicu Eurocopter HH-65 Dolphin.
Eurocopter Dauphin se licencno proizvodi i u Kini kao Harbin Z-9, koji je potom razvijen kao vojna inačica WZ-9 i WZ-9A-100.
Već je naručeno i proizvedeno više od 800 modela AS365/366/565. 1991. isporučen je 500-ti Eurocopter Dauphin (uključujući sve modele). Dosad je isporučeno više od 90 modela EC155.

## Inačice
S obzirom na mnogo inačica a time i mnogo imena, u siječnju 1990. modeli AS365 su označeni kao SA 365.

### Civilne inačice
- SA 365 C

Dvomotorna inačica Dauphina, označena kao Dauphin 2, te je predstavljena početkom 1973. Prvi let prototipa izveden je 24. siječnja 1975. dok je isporuka proizvedenih modela započela u prosincu 1978. U usporedbi s prijašnjim modelom, SA 365 C koristi dva turboshaft motora koji razvijaju snagu od 470 kW (630 KS). Tako helikopter ima najveću masu uzlijetanja koja iznosi 3400 kg. Proizvodnja oba modela SA 360 i SA 365 C završena je 1981. Do tada je proizvedeno 40 SA 360s i 50 SA 365 C/C1. Oba modela su zamijenjena sa SA 365 N.
- SA 365 C1

SA 365 C s manjom nadogradnjom te motorom Arriel 1A1
- AS365 N (izvorno SA 365 N)

Znatno naprednija inačica modela SA 365 C Dauphin 2. Prvi prototip poletio je 31. ožujka 1979. Ova inačica koristi znatno naprednije Arriel 1C motore snage 492 kW (660 KS), proširenu repnu površinu i revidirani prijenos. Maksimalna težina uzlijetanja iznosi 3.850 kg, a kasnije je podignuta na 4.000 kg. Isporuka ovog modela započela je 1982.
- AS365 N1

Razvijen je na temelju znatno naprednijeg SA 366 G1 (HH-65 Dolphin) te su mu ugrađeni poboljšani Arriel 1C1 motori pojedinačne snage 526 kW (705 KS). Maksimalna nosivost helikoptera je 4.100 kg.
- AS365 N2

Ova inačica ima poboljšane Arriel 1C2 motore snage 549 kW (737 KS), poboljšan mjenjač, dok je maksimalna težina uzlijetanja povećana na 4.250 kg. Vrata kabine su redizajnirana a unutrašnjost izmijenjena, dok je rep helikoptera proširen i izgrađen od kompozita. Isporuka ovog modela je započela 1990. dok se u Kini proizvodi licencna kopija pod nazivom Z-9 i Z-9A.
- AS365 N3

AS365 N3 je helikopter dobrih odlika koji je razvijen za korištenje na područjima visokih vrućina. Helikopter koristi Arriel 2C motore koji razvijaju snagu od 635 kW (851 KS). Motor ima ugrađenu mogućnost DECU (eng. Digital Engine Control Unit) s mogućnošću na vraćanje ručnog upravljanja helikopterom. Glavni prijenos je poboljšan čime letjelica dobiva bolje performanse prilikom leta s jednim motorom. Najveća nosivost helikoptera iznosi 4300 kg. Isporuka ovog modela započela je u prosincu 1998. te je taj model još uvijek u proizvodnji.
- AS365 N4

Ovaj model se proizvodi kao Eurocopter EC 155.
- AS365 X

DGV 200 ili Dauphin Grand Vitesse (hrv. Superbrzi Dauphin) razvijen je na temelju X-380 DTP te je prvi puta je poletio 20. ožujka 1989. Na današnjoj konfiguraciji, AS365 X je prvi puta poletio dvije godine kasnije, u ožujku 1991. godine. Turbomeca Arriel IX turboshaft motori razvijaju snagu od 624 kW (837 KS). 19. studenoga 1991. ovaj helikopter je stavljen u Klasu E1 (nosivost od 3000 do 4500 kg) te je ostvario brzinski rekord od 372 km/h (231 mph).
- EC155 B/B1

Ovaj model najavljen je za pariški Airshow 1997. kao EC155 B. Helikopter ima dva Arriel 2C/2C2 turboshafts motora kojima se upravlja pomoću FADEC digitalnog elektroničkog sustava (kao i kod lovca Dassault Rafale). Glavna kabina je povećana za 30 % zbog drugačijeg dizajna vrata kabine i priključaka u njoj. Prvi prototip je poletio 17. lipnja 1997. Ovaj model je još uvijek u proizvodnji (kao EC155 B1).

### Vojne inačice
- MH/HH-65 Dolphin

Inačicu modela SA 366 G1 Dauphin koristi američka obalna straža od 1979. kao novi helikopter za potrebe spašavanja na moru, te je nosi oznaku HH-65A Dolphin. Američka obalna straža koristila je 99 ovakvih helikoptera u ulogama potrage i spašavanja na moru na kraćim udaljenostima
- SA 365 F/F1

Mornarička inačica modela AS365 N.
- SA 365 H

Vojna inačica modela SA 365 C.
- SA 365 K

Vojna inačica modela AS365 N2.
- SA 365 M

Vojna inačica modela AS365 N2. Ova inačica namijenjena vojsci označena je kao AS 565 Panthers te je dostupna u sljedećim inačicama:
- AS565 AA/AB

Jurišna inačica.
- AS565 MA/MB

Mornarička inačica zo potragu i spašavanje.
- AS565 SA/SB

Vojna inačica za protu-podmorničko djelovanje.
- AS565 UA/UB

Višenamjenska inačica.

## Korisnici

### Vojni korisnici
- Argentina: Obalna straža
- Brazil
- Burkina Faso
- Čile: Obalna straža i mornarička jedinica za potragu i spašavanje. Na civilnom tržištu kupljena su tri rabljena, dok je krajem 2008. od Irskog zračnog korpusa kupljeno još četiri helikoptera. Čile ukupno raspolaže s 8 Eurocopter Dauphina.
- Dominikanska Republika
- DR Kongo
- Fidži
- Francuska: Francuska ratna mornarica
- Grčka: Obalna straža
- Hong Kong: Kraljevske hongkonške zračne snage koristile su 5 modela Eurocopter EC 155.
- Izrael: Izraelska ratna mornarica
- JAR: Južnoafričke zračne snage
- NR Kina: Kina na temelju licence proizvodi helikoptere Harbin Z-9 i WZ-9. Helikoptere koristi Kineska narodna armija i to: zračne snage, ratna mornarica i kopnena vojska.
- Kambodža
- Malavi
- Maroko
- Meksiko: Meksička ratna mornarica
- Obala Bjelokosti
- Ruanda
- Saudijska Arabija
- SAD
- Šri Lanka: Ratno zrakoplovstvo Šri Lanke
- Ujedinjeno Kraljevstvo: Helikopteri se koriste za obuku viših vojnih časnika na moru, dok četiri helikoptera koristi 8. zračni korpus za misije potrage i spašavanja.
- Urugvaj
- Vijetnam

### Zakonodavni i politički korisnici
- Australija: Policija australske savezne države Victoria koristi modele Dauphin AS365 N3 i SA 365 C kao ophodne helikoptere te za misije potrage i spašavanja. Za iste potrebe policija na zapadu Australije koristi jedan AS365 N3.[1]
- Brazil: Vlada brazilske federalne države Rio de Janeiro koristi jedan Dauphin AS365 N1.
- Hong Kong: Vlada Hong Konga koristi aktivnu zračnu flotu koja se sastoji od četiri Eurocoptera EC 155 koji su naslijeđeni od Kraljevskih hongkonških zračnih snaga. Jedan helikopter izgubljen je u nesreći.
- Indija: U indijskoj pokrajini Arunachal Pradesh koristi se jedan Dauphin za civilni prijevoz. Također, Direkcija za civilno zrakoplovstvo posjeduje i koristi jedan Dauphin AS365N3, koji je preuređen za VIP transport.
- Indonezija: Indonezijska policija.
- Island: Islandska obalna straža koristi Eurocopter Dauphin u sklopu operativnog najma. Dauphin koji je bio u islandskom vlasništvu, izgubljen je u nesreći.
- Italija: U autonomnoj provinciji Trento, vatrogasna postrojba koristi dva AS365 N3 za medicinski prijevoz, spašavanje u planinama te različite djelatnosti vatrogasne i civilne zaštite.[2]

- Japan:
  - Tokijska vatrogasna postojba koristi tri AS365 za gašenje požara i spašavanje na srednjim udaljenostima.[3]
  - Nacionalna policijska agencija koristi osam AS365.[4]
  - Grad Yokohama koristi dva AS365N2 u svrhe gašenja požara i spašavanja.[5]
  - Grad Chiba koristi dva AS365N3 u svrhe gašenja požara i spašavanja.[6][7]
  - Grad Osaka koristi dva AS365N3 u svrhe gašenja požara i spašavanja.[4]
  - Grad Fukuoka koristi dva AS365 za borbu protiv raznih prirodnih nepogoda.[4][8]
  - Prefektura Saitama koristi jedan AS365N3 u svrhe gašenja požara i spašavanja.[4][9]
- Kuvajt: Kuvajtska policija.
- Malezija: Malezijska obalna straža i služba za potragu i spašavanje.
- Njemačka: Savezna policija (nje. Bundespolizei).
- Rumunjska: Rumunjska obavještajna služba i rumunjska Vlada.
- SAD: Federalna policija Marylanda koristi 12 SA/AS365 čija je primarna svrha potraga i spašavanje te pružanje hitne medicinske pomoći. Također, zakonodavne vlasti i Nacionalna garda tim helikopterima mogu dodijeliti dodatne zadatke koje trebaju izvršiti.
- Španjolska: Carinska služba (špa. Servicio de Vigilancia Aduanera)
- Švicarska: Švicarske zračne snage koriste ED za potrebe Vlade, odnosno za VIP transport.
- Tajland: Kraljevska tajlandska policija.
- Republika Kina: Tajvanska obalna straža.

### Civilni korisnici
- Australija:
  - Child Flight koristi ED za hitni prijevoz bolesne djece u ruralnim područjima savezne australne države New South Wales kojima je potrebno liječenje u Sydneyju.
  - Westpac Life Saver Rescue Helicopter Service koristi ove helikoptere za potragu i spašavanje, medicinski transport te prijevoz liječnika i drugog osoblja na jesta nesreće.
- Belgija: North Sea Helicopters Vlaanderen (NHV) koristi ED koji su bazirani na helidromu blizu Oostendea. Tvrtka koristi dva AS365 N2 i osam AS365 N3 za usluge kontrole brodova na moru, naftne i plinske operacije, medicinske letove i transport različitih bitnih dijelova.
- Čile
- Francuska: Heli-Union, najveći civilni korisnik Eurocopter Dauphin helikoptera, koristi 21 AS 365 C2, C3, N2 i N3 za offshore poslove diljem Svijeta.
- Indija: Pawan Hans koristi 28 SA/AS365.
- Indonezija: Indonesia Air Transport, zrakoplovna charter tvrtka koristi SA 365 C2, AS365 N i AS365 N2 helikoptere uglavnom u Kalimantanu, za offshore poslove.
- Iran: Eurocopter Dauphin se koristi za pomorski nadzor te potragu i spašavanje.[10]
- Japan: Zrakoplovna kompanija All Nippon Airways koristi osam AS365 N2.
- Kanada: CHC Scotia koristi sedam AS365 na zadacima zračne podrške prilikom potrage i spašavanja.
- Niger: Aero Contractors of Nigeria koristi deset AS365 za prijevoz putnika.
- SAD:
  - Miami Valley Hospital CareFlight koristi dva AS365 N3 i jedan AS365 N2 kao zračnu ambulantu, dok u rezervi ima model SA365 N.
  - Parkview Samaritan Flight Program koristi dva AS365 N2 za pružanje hitnih ambulantnih usluga.
  - Penn State Hershey Life Lion koristi tri SA/AS365 za pružanje hitnih ambulantnih usluga.
  - West Michigan Air Care koristi flotu od dva AS365 N2 za pružanje hitnih ambulantnih usluga.
- Tunis: Tunisavia za offshore usluge koristi modele AS365 N i AS365 N3.
- Ujedinjeni Arapski Emirati: Falcon Aviation Services od 2007. koristi dva AS365 N3 helicoptera.[11]
- Ujedinjeno Kraljevstvo:
  - Qinetiq & Great North zračna ambulanta.
  - Bond Offshore Helicopters baziran u Norwichu i Blackpoolu koristi flotu od četiri AS365 N3 helikoptera za pružanje offshore usluga.
  - NHV helicopters sa sjedištem u Norwichu, koristi Eurocopter Dauphin helikoptere za offshore poslove.

## Bivši korisnik
- Irska: Irski zračni korpus.

## Tehničke karakteristike
Izvori podataka: Eurocopter.com
Osnovne karakteristike
- posada: 1 ili 2 pilota
- kapacitet: 11 putnika
- dužina: 13,73 m
- promjer rotora: 11,94 m
- visina: 4,06 m

Letne karakteristike
- najveća brzina: 306 km/h (190 mph)
- dolet: 827 km (514 milja)
- brzina penjanja: 8,9 m/s
- najveća visina leta: 5.825 m
- motor: 2× Turbomeca Arriel 2C turboshaft motora